# CiNii
CiNii (/ˈsaɪniː/) — сервис обслуживания библиографической базы данных для материалов в японских академических библиотеках, с особым упором на японские и английские работы, опубликованные в Японии. База данных была создана в апреле 2005 года и поддерживается Национальным институтом информатики Японии. Сервис выполняет поиск в базах данных самого НИИ (Электронная библиотека обслуживания (NII-ELS) и База данных цитирования для японских изданий (CJP)), а также базах данных, предоставленных Национальной парламентской библиотекой Японии, институциональными хранилищами и другими организациями.
База данных содержит более 17 миллионов статей из более 7000 публикаций. Типично за месяц (2012) в базу данных поступает 30 миллионов запросов с 2,2 миллионами уникальных посетителей, и она является крупнейшей и наиболее полной базой данных своего рода в Японии. Хотя база данных является многопрофильной, наибольшая часть запросов, которую она получает, находится в области гуманитарных и социальных наук, возможно, потому что CiNii является единственной базой данных, которая охватывает японские научные работы в этой отрасли (в отличие от естественных, формальных и медицинских наук, которые пользуются преимуществами других баз данных).

## Идентификаторы баз данных
В базе данных присваивается уникальный идентификатор, «NII Article ID» (NAID), к каждому из записей журнальных статей. Другой идентификатор, «NII Citation ID» (NCID or 書誌ID) или, по-другому «NACSIS-CAT Record ID», используется для книг.
Примеры NCID
- NCID BA04004867 для издания 1951 года «Little, Brown» «The Catcher in the Rye» (на английском языке)
- NCID BB17611495 для издания 2010 года «Penguin» «The Catcher in the Rye»
- NCID BA36680090 для издания 1952 года «Kiken na nenrei» (危険な年齢), NCID BN01880084 для издания 1964 года «Rai-mugi de tsukamaete» (ライ麦畑でつかまえて) и NCID BA61718322 для издания 2003 года «Kyatchā in za rai» (キャッチャー・イン・ザ・ライ), все три является японским переводом «The Catcher in the Rye»
- NCID BB13715590 для издания 1997 года «Mai tian li de shou wang zhe» (麦田里的守望者), китайского перевода «The Catcher in the Rye».